# Република Гагаузија
Република Гагаузија (гаг. Gagauz Respublikası, рум. Republica Găgăuzia, рус. Республика Гагаузия) је била краткотрајна непризната независна држава која је постојала на југу данашње Молдавије између 1990. и 1994. године. Проглашена је у време распада Совјетског Савеза и обухватала је нешто већу територију него данашња аутономна Гагаузија. Председник републике је био Степан Топал, а главни град Комрат. Након преговора са владом Молдавије, Република Гагаузија је 1994. године трансформисана у аутономну територијалну јединицу Гагаузију и интегрисана у политички систем Молдавије. Међутим, територија аутономне Гагаузије је мања него територија Републике Гагаузије. Поред етничких Гагауза, који су чинили већину, на подручју Републике Гагаузије су живели и Бугари и Молдавци, али су њихова насеља искључена из састава Гагаузије након 1994. године.